# Dyomyx jonesi
Dyomyx jonesi là một loài bướm đêm trong họ Noctuidae.